# Orehovica (Bedekovčina)
Orehovica is een plaats in de gemeente Bedekovčina in de Kroatische provincie Krapina-Zagorje. De plaats telt 326 inwoners (2001).